# 第338歩兵師団 (ベトナム陸軍)
第338歩兵師団（Sư đoàn 338 bộ binh）は、ベトナム人民軍（陸軍）の師団の1つ。

## 歴史
- 1956年12月11日 - 南西部から北方に集結した部隊から第338師団編成。師団長阮文貫、政治委員蘇記
- 1958年3月 - 旅団に縮小
- 1961年春 - 特別訓練連隊（通称第338基地）に改編され、南方に派遣する幹部の訓練を担当
- 1976年初め - 第338師団に戻り、経済建設師団となり、経済建設総局に従属した。
- 1978年9月 - カンボジア侵攻のため、歩兵師団に改編。ランソン省亭立地区に移動し、第1軍区に配属
- 1979年 - 中越戦争期間、第460連隊は1個大隊を以て中国の寧明県板爤地区を攻撃したが、広西軍区辺防第1団第2連と現地民兵により撃退された。第461連隊と第462連隊は、ランソン省独立第123連隊と第327師団第155連隊の作戦を支援したが、中国第128師と第127師により撃破された。戦後、新編の第5軍（後に第14軍に改称）に編入され、河北省独立第196連隊が師団に配属された。
- 1980年 - 1個戦車大隊と1個防空ミサイル小隊を増設
- 1982年11月 - 第68軍に配属
- 1987年8月 - 第68軍が廃止され、再びに第14軍に配属される。

## 編制
- 第460歩兵連隊（Trung đoàn 460 bộ binh）
- 第461歩兵連隊（Trung đoàn 461 bộ binh）
- 第462歩兵連隊（Trung đoàn 462 bộ binh）
- 第208砲兵連隊（Trung đoàn 208 pháo binh）